# Ogilbyina
Ogilbyina – rodzaj ryb z rodziny diademkowatych (Pseudochromidae).

## Klasyfikacja
Gatunki zaliczane do tego rodzaju:
- Ogilbyina novaehollandiae
- Ogilbyina queenslandiae
- Ogilbyina salvati